# Софи Вилли
Софи Вилли (Sophie Villy, настоящая фамилия Хуцишвили; род. 30 октября 1990 года) — украинско-грузинская певица, автор/исполнитель, композитор. Поёт на английском и грузинском языке. Автор саундтреков к французским, грузинским, американским фильмам.

## Биография
Софи родилась 30 октября 1990 года в Тбилиси (Грузия) в семье дизайнера Милы родом из Украины и музыканта Давида Хуцишвили. Начала петь в три года, с пяти лет училась в музыкальной школе при Тбилисской консерватории по классу фортепиано, но через четыре года перешла на гитару и начала играть самостоятельно. В 14 лет Софи начала писать песни, а в 16 лет — выступать в клубах Тбилиси вместе с другом, гитаристом Ираклием Метревели.
С пяти до пятнадцати лет Софи занималась прыжками в воду, выиграв Euromeeting 2002 года в Страсбурге и многие другие международные соревнования в Германии, Австрии, Нидерландах, Греции, Венгрии и Франции. Ей пришлось бросить спорт из-за травмы колена.
После российско-грузинской войны 2008 года решила переехать в Киев. Зимой 2009-го перевелась в университет туризма (который окончила) и там же создала группу «Backstage» (вскоре распавшуюся). Софи начала выступать соло и сотрудничать со многими коллегами-музыкантами. В это время она участвовала во многих международных музыкальных и кинофестивалях.

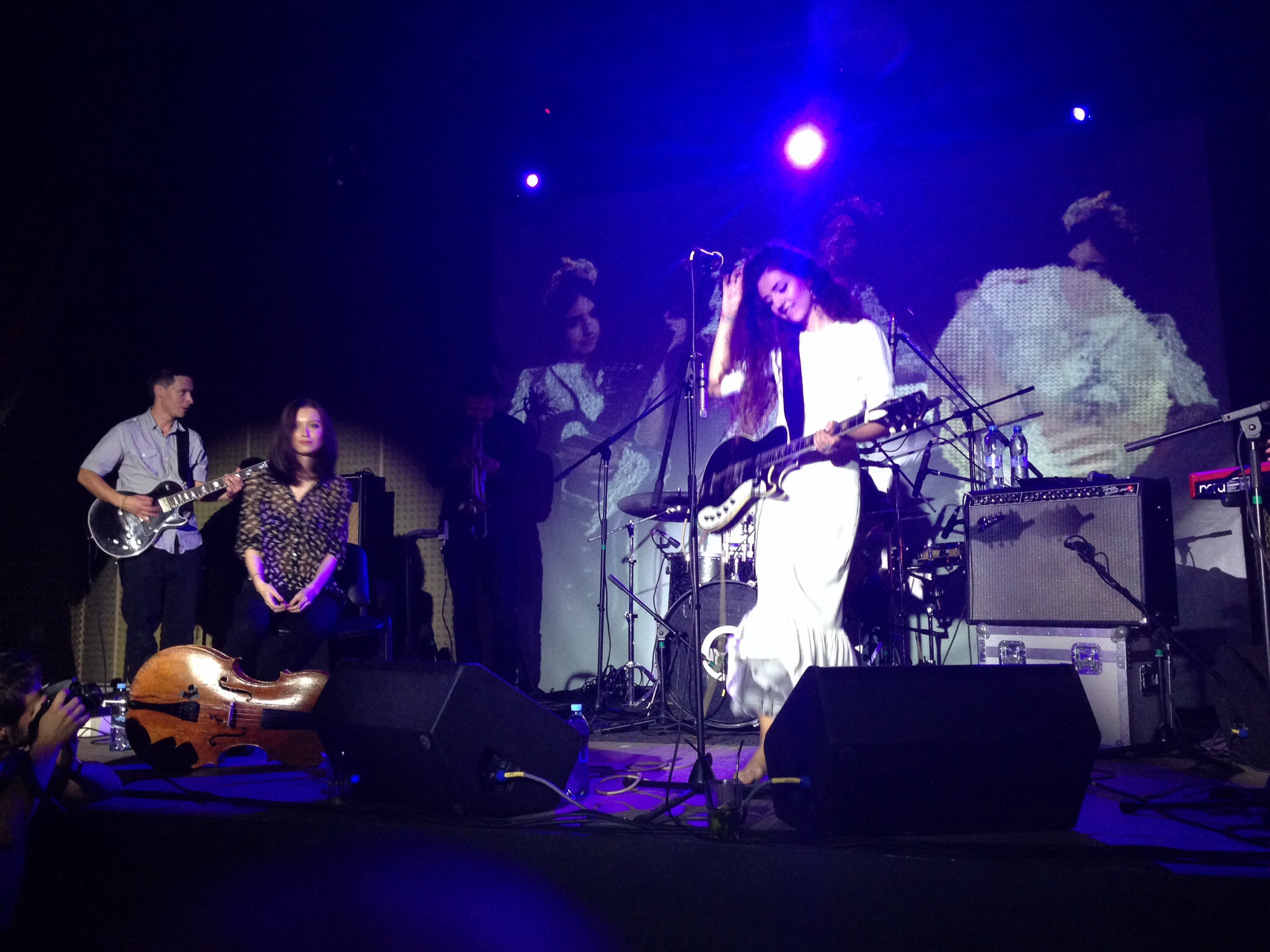
Концерт в клубе «Юность» в Киеве (2014)

В октябре 2011 года Софи записала свой первый альбом в Тбилиси, который был выпущен 22 февраля 2012 года в день рождения её матери. В конце августа выступила на фестивале Джаз Коктебель вместе с гитаристом Зурой Дзагнидзе из Штутгарта. В октябре организаторы американского фестиваля Fall Arts Festival в Флориде пригласили Софи выступить хедлайнером фестиваля. В ноябре Софи выпустила сингл Position, посвятив его «людям, стремящимся к свободе и независимости».
29 июля 2013 года Софи приступила к записи своего второго альбома на грузинской киностудии. В октябре 2013-го она выступала во Флориде, в Лос-Анджелесе — вместе с гитаристом Тома Уэйтса Омаром Торрезом — и в Нью-Йорке, в частности в клубе The Bitter End. В ноябре выступала с туром по Украине — в Киеве (в Малой опере), Днепропетровске, Харькове, Львове и Ужгороде. Вместе с ней играли трубач Денис Аду, гитарист Стас Кононов (из группы Сергея Бабкина), барабанщик Дмитрий Зинченко, басист Леван Микаберидзе. Высказывалась в поддержку Евромайдана.
В конце декабря 2013-го Софи выпустила дебютное видео на сингл Connected. В феврале 2014-го The Guardian включил Connected в топ-6 треков со всего мира, которые достойны внимания, а сингл Position приняло в активную ротацию американское радио KCRW. В начале марта Софи выступала в Лос-Анджелесе и сыграла два концерта в Нью-Йорке, вместе с собранной там же командой: Фимой Чупахиным (Acoustic Quartet) и экс-барабанщиком Ланы Дель Рей — Райаном Воаном. 3 марта 2014 года Софи выступала на разогреве у Анны Кальви в A38 в Будапеште. 29 мая она представила свой новый альбом «Dress» в Киеве в клубе «Юность».
Летом 2014 года Софи стала открытием фестиваля «Mirum Music Festival». В январе 2015 года Софи представила свой отдельный проект «Phylosophie» вместе с фронтменом группы Tape Flakes Сашей Филоненко.
Софи единственная артистка из Грузии и Украины, выступившая на фестивале SXSW, в Техасе, США в марте 2015 года.
Летом 2015 Софи выступила на главной сцене Tbilisi Open Air (хедлайнерами которого были Земфира,Archive, Placebo, Beth Hart, БГ), после фестиваля European Stadium of Culture в Польше. Осенью на американском лейбле Dado Records вышла совместная коллаборация «The Days» с грузинским музыкантом Sinoptik Music, а в декабре Софи представила первый сингл «Reveal» из грядущего третьего альбома. Песня была написана в период Евромайдана и текст описывает политическую ситуацию на Украине, но, как сказала сама Вилли, эта песня посвящена всем героям по всему миру, проявившим любовь к своей стране. Сингл Софи продюсировала вместе с легендарным музыкантом и композитором Никой Мачаидзе, известным как Nikakoi.
Альбом «Planet A» вышел 18го Апреля 2017. Тур в поддержку альбома начался в Нью-Йорке. Софи дала 7 концертов, включая Sofar Sounds New York. В Июле группа выступила на фестивале Atlas Weekend в Киеве, также открыла фестиваль Art Gene в Тбилиси.

## Дискография

### Альбомы
- «Mother Fish» (2012)
- «Dress» (2014)
- «Planet A» (2017)

### Синглы
- «Position» (2012)
- «Connected» (2013)
- «Reveal» (2015)
- "Swim On" ft. Nikakoi

### Видео
- «Connected» (2013)
- "I Told You" (2014)
- "Swim On" (2017)